# United Airlines Tournament of Champions
Lo United Airlines Tournament of Champions è stato un torneo femminile di tennis giocato dal 1974 al 1975 e dal 1980 al 1985. Si è disputato a Orlando negli USA su campi in terra verde.

## Albo d'oro

### Singolare
| Anno       | Campionessa             | Finalista           | Punteggio     |
| ---------- | ----------------------- | ------------------- | ------------- |
| 1974       | Martina Navrátilová (1) | Julie Heldman       | 7–6(4), 6–4   |
| 1975       | Chris Evert             | Martina Navrátilová | Walkover      |
| 1976- 1979 | Non disputato           | Non disputato       | Non disputato |
| 1980       | Martina Navrátilová (2) | Tracy Austin        | 6–2, 6–4      |
| 1981       | Martina Navrátilová (3) | Andrea Jaeger       | 7–5, 6–3      |
| 1982       | Martina Navrátilová (4) | Wendy Turnbull      | 6–2, 7–5      |
| 1983       | Martina Navrátilová (5) | Andrea Jaeger       | 6–1, 7–5      |
| 1984       | Martina Navrátilová (6) | Laura Arraya        | 6–0, 6–1      |
| 1985       | Martina Navrátilová (7) | Katerina Maleeva    | 6–1, 6–0      |

### Doppio
| Anno       | Campionesse                             | Finaliste                       | Punteggio     |
| ---------- | --------------------------------------- | ------------------------------- | ------------- |
| 1974       | Françoise Dürr Betty Stöve              | Rosie Casals Billie Jean King   | 6–3, 6–7, 6–4 |
| 1975       | Rosie Casals Wendy Overton              | Chris Evert Martina Navrátilová | walkover      |
| 1976- 1980 | Non disputato                           | Non disputato                   | Non disputato |
| 1981       | Martina Navrátilová (1) Pam Shriver (1) | Rosemary Casals Wendy Turnbull  | 6–1, 7–6      |
| 1982       | Rosemary Casals Wendy Turnbull          | Kathy Jordan Anne Smith         | 6–3, 6–3      |
| 1983       | Billie Jean King Anne Smith             | Martina Navrátilová Pam Shriver | 6–3, 1–6, 7–6 |
| 1984       | Claudia Kohde Kilsch Hana Mandlíková    | Anne Hobbs Wendy Turnbull       | 6–0, 1–6, 6–3 |
| 1985       | Martina Navrátilová (2) Pam Shriver (2) | Elise Burgin Kathleen Horvath   | 6–3, 6–1      |